# عمارت کلاه‌فرنگی عشرت‌آباد
عمارت کلاه فرنگی عشرت آباد (یا کاخ عشرت‌آباد پیشین) ساختمانی از دوره قاجار است که در خاور تهران، در میدان عشرت‌آباد (میدان سپاه)، پادگان عشرت‌آباد (پادگان ولیعصر) جای گرفته‌است. این اثر در تاریخ ۲۳ فروردین ۱۳۴۶ با شمارهٔ ثبت ۶۴۸ به‌عنوان یکی از آثار ملی ایران به ثبت رسیده‌است.

## پیشینه

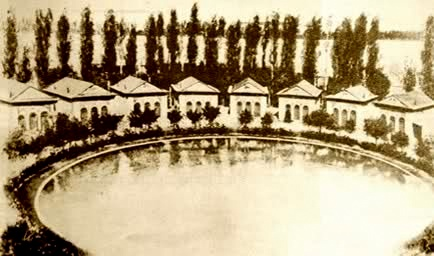
خانه‌های کوچک دور حوض در جنوب شرقی کاخ

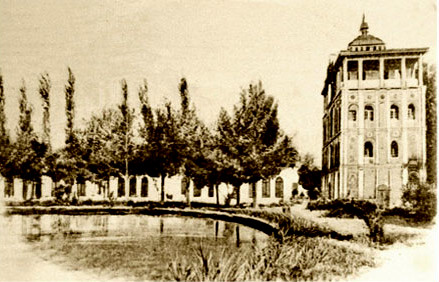
نمای کناری کاخ

عمارت کلاه فرنگی عشرت‌آباد در شرق تهران کنونی و شمال شرقی تهران قدیم بیرون از دروازه شمیران بین نگارستان (میدان بهارستان) و قصر قاجار (زندان قصر) جای داشت و در سال ۱۲۹۱ قمری (1874 میلادی) به فرمان ناصرالدین شاه قاجار ساخته شد. این عمارت در میان باغ عشرت‌آباد قرار داشت که کاخ‌ها و کوشکهای پهناور و بزرگ داشت. در میانه باغ، حوض و چشمه و فواره‌های گوناگونی وجود داشت و دور تا دور این حوض بزرگ، نزدیک به سی خانه کوچک دو اتاقه به شکل نیم دایره ساخته شده بود که در و پنجرهٔ چوبی آن‌ها به سوی مرکز حوض باز می‌شد و در هر یک از آن‌ها یکی از زنان شاه زندگی می‌کردند. این باغ بیشتر مکان برگزاری مراسم عروسی و تفریحات شاه بود و در آن ساختمان کلاه‌فرنگی، به صورت برج چهار طبقه ساخته شده بود که پوشش سقف طبقه چهارم از شیروانی و طبقه سوم آن دارای شاه‌نشین با آینه کاری و مقرنس بود.
این کاخ از کاخ‌های ییلاقی ناصرالدین‌شاه در بیرون از حصار تهران بود که پس از سرنگونی دودمان قاجار، کاخ و خانه‌های پیرامون آن در اختیار نهادهای نظامی قرار گرفت. این کاخ همچون کاخ سلطنت‌آباد، قصر فیروزه و کاخ نیاوران که در مناطق پیرامونی تهران ساخته شده بودند بیشتر کاربری تشریفات و ییلاقی داشتند.
پس از سرنگونی دودمان قاجار این باغ و کاخ همراه با خانه‌های دور حوض برای کاربری پادگانی به شهربانی واگذار شد و از آن رو آن را پادگان «شهربانی» یا «عشرت‌آباد» نامیدند. از همین رو تاریخچه عمارت کلاه‌فرنگی «عشرت‌آباد» با نظامیان همراه شد، تا جایی که زندان درون پادگان به نام «زندان عشرت‌آباد» خوانده می‌شد. آیت الله خمینی نیز پس از رویداد ۱۵ خرداد ۱۳۴۲ به‌مدت یک ماه و هفت روز در این زندان بازداشت بود. پس از چند سال این پادگان به نیروهای گارد پهلوی واگذار شد. در زمان انقلاب ۱۳۵۷ یکی از راهبردی‌ترین تسخیرهای انقلابیون بود. در جریان تسخیر پادگان بنای کاخ عشرت‌آباد هم بسیار آسیب دید و هنوز هم آثار تیر و گلوله بر دیوارها و بدنه آن دیده می‌شود. با پیروزی انقلاب این پادگان توسط نیروی‌های سپاه پاسداران مصادره شد و بعدها به نیروی هوایی سپاه اختصاص یافت که به نام «پادگان ولیعصر» تغییر نام پیدا کرد.
این بنا در سال ۱۳۴۶ در سیاهه آثار ملی ثبت شد اما به دلیل نظامی بودن محوطه امکان بازدید و نگهداری و بازسازی وجود نداشت. هم‌اکنون از همه خانه‌های کوچک، محوطه و کل مجموعه تنها کاخ اصلی بر جای مانده‌است.

## معماری
کاخ عشرت‌آباد پس از نخستین سفر ناصرالدین شاه به فرنگ ساخته شد. معماری این بنا منسوب است به علی‌محمد صانعی (معمارباشی) از معماران برجسته‌ که با ابتکار شخصی خود انقلاب و تجددی در معماری تهران به وجود آورد. این عمارت با الگوی معماری ایرانی در چهار طبقه بنا نهاده شده‌است. این بنا در دوره‌ای به عنوان خوابگاه انیس‌الدوله یکی از همسران ناصرالدین شاه اختصاص داده شد و در جنوب شرق این عمارت حوض دایره‌ای بزرگی قرار گرفته که آب آن با آب قنات پر می‌شده‌است.

## بازسازی

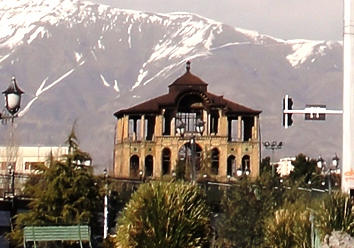
وضعیت کنونی عمارت کلاه‌فرنگی کاخ عشرت‌آباد

به‌دلیل جای گرفتن محوطه کاخ در درون یک پادگان، هم‌اکنون امکان بازدید همگانی وجود ندارد. با این حال شهرداری تهران در میانه‌های دهه هشتاد خورشیدی عملیات ساخت گذر بزرگراه صیاد شیرازی را از کنار این مجموعه آغاز کرد که زمینه آزاد شدن بخشی از حصار پادگان را فراهم آورد تا به موجب آن کاخ عشرت‌آباد از بیرون از پادگان دیده شود. البته کاخ همچنان درون حصار پادگان است، گرچه پس از دیدار رئیس شورای شهر تهران گفتگوهایی برای در اختیار گذاردن فضا برای بازدید گردشگران انجام شد.
همچنین در دیدار رئیس شورای شهر تهران قرار شد با یاری نهادهای شهرداری تهران، سپاه پاسداران (که عمارت نامبرده درون پادگان نظامی این نهاد جای گرفته) و سازمان میراث فرهنگی این ساختمان مرمت و بازسازی شود و به عنوان یک گنجینه و موزه درهای آن به روی همگان باز شود. این عمارت به دلیل دربرداشتن همه هنرهای سده سیزدهم هجری خورشیدی (از آن میان نقاشی، آینه‌کاری و مقرنس‌های زیبا و حتی بخش‌های آسیب نخورده نخستین کاغذ دیواری‌ها) می‌تواند به موزه هنرهای ایران در قرن سیزدهم هجری خورشیدی تبدیل شود.